# 蕭永裕
蕭永裕，台灣男演員，於2020年演出公視電視劇《妖怪人間 (電視劇)》趙魯桂一角受到關注。

## 作品

### 電視劇
| 年份   | 播出平台 | 劇名              | 角色   |
| 2020年 | 公視     | 《妖怪人間》      | 趙魯桂 |
| 2025年 | Netflix  | 《童話故事下集 》 | 李寶強 |

### 電視電影
| 年份   | 播出平台 | 劇名              | 角色 |
| 2022年 | 公視     | 《歡迎下次光臨 》 | 搶匪 |

### 電影
| 年份   | 劇名          | 角色 | 備註     |
| 2017年 | 《瘋人計畫 》 | 阿豪 | 優酷獨播 |
| 2022年 | 《超煩特工 》 | 製片 | 短片     |

### 短片
| 劇名                       | 備註                            |
| 《台北焦油》               |                                 |
| 《天才》                   |                                 |
| 《在水中呼吸的日子》       |                                 |
| 《杜鵑旅館》               |                                 |
| 《乒乓》                   | 紐約翠貝卡影展最佳學生短片獎    |
| 《自由不自由》             |                                 |
| 《煙火》                   | 入圍BISFF釜山國際短片影展競賽片 |
| 《再見阿彊》               |                                 |
| 《審判》                   | 入圍莫斯科國際短片影展競賽片    |
| 《All Tomorrow's Parties》 |                                 |
| 《敘立方｜序，續，絮 》    | 多面電影創作                    |
| 《投幣式》                 | 入圍2016金穗獎                  |
| 《東所》                   |                                 |
| 《一期一會》               | 台藝大電影畢展宣傳片            |
| 《公路電影之前》           |                                 |
| 《柒個結局》               |                                 |
| 《前男友》                 |                                 |
| 《貓》                     |                                 |
| 《兩個強盜》               |                                 |
| 《未日 》                  |                                 |
| 《菸 》                    | 入圍2016金穗獎                  |
| 《讓子彈轉彎》             |                                 |
| 《爸爸的毛》               |                                 |
| 《病患》                   |                                 |
| 《紅色短片》               |                                 |
| 《我的寂寞是溺水的魚 》    |                                 |
| 《越王MAX：憤怒道 》       |                                 |
| 《最後的魔族王子 》        |                                 |
| 《尋味》                   | 台藝大廣電系畢製                |
| 《夏迴》                   |                                 |
| 《彼岸之橋》               |                                 |
| 《龍騎士》                 |                                 |

### MV音樂錄影帶
| 歌手   | 名稱           |
| 橙草   | 《烏鴉》       |
| 輕日記 | 《我想變成我》 |

### 廣告
- 華歌爾 Wow Girl!不思議の女力UP
- 富邦金控 2015正向的力量，讓世界持續美好
- Wish8 微電影
- 沛美面膜 我的老婆是上司

## 外部連結
- 蕭永裕的Facebook專頁
- 蕭永裕的Instagram帳戶